# العلاقات الأرجنتينية الكوبية
العلاقات الأرجنتينية الكوبية هي العلاقات الثنائية التي تجمع بين الأرجنتين وكوبا.

## مقارنة بين البلدين
هذه مقارنة عامة ومرجعية للدولتين:
| وجه المقارنة                                              | الأرجنتين                                               | كوبا                              |
| --------------------------------------------------------- | ------------------------------------------------------- | --------------------------------- |
| المساحة (كم2)                                             | 2.78 مليون                                              | 109.88 ألف                        |
| عدد السكان (نسمة)                                         | 44.27 مليون                                             | 11.48 مليون                       |
| الكثافة السكانية (ن./كم²)                                 | 15.92                                                   | 104.48                            |
| العاصمة                                                   | بوينس آيرس                                              | هافانا                            |
| اللغة الرسمية                                             | اللغة الإسبانية                                         | اللغة الإسبانية                   |
| العملة                                                    | البيزو الأرجنتيني 1983 ‏، بيزو أرجنتيني، أسترال أرجنتيني | بيزو كوبي، بيزو كوبي قابل للتحويل |
| الناتج المحلي الإجمالي (بليون دولار)                      | 637.59 مليار                                            | 87.13 مليار                       |
| الناتج المحلي الإجمالي (تعادل القوة الشرائية) بليون دولار | 883.02 مليار                                            |                                   |
| الناتج المحلي الإجمالي الاسمي للفرد دولار أمريكي          | 13.43 ألف                                               |                                   |
| الناتج المحلي الإجمالي للفرد دولار أمريكي                 |                                                         |                                   |
| مؤشر التنمية البشرية                                      | 0.827                                                   | 0.769                             |
| رمز المكالمات الدولي                                      | +54                                                     | +53                               |
| رمز الإنترنت                                              | .ar                                                     | .cu                               |
| المنطقة الزمنية                                           | 00                                                      | 00                                |

## مدن متوأمة
في ما يلي قائمة باتفاقيات التوأمة بين مدن أرجنتينية وكوبية:
- ترتبط مار دل بلاتا مع هافانا باتفاقية توأمة.
- ترتبط روساريو مع سانتياغو دي كوبا باتفاقية توأمة منذ 1987.[13][14][13][14]
- ترتبط سانتا في مع كوبا باتفاقية توأمة منذ 12 نوفمبر 1998.[15][15][15][15]
- ترتبط باهيا بلانكا مع سينفويغوس باتفاقية توأمة.

## منظمات دولية مشتركة
يشترك البلدان في عضوية مجموعة من المنظمات الدولية، منها:
| علم المنظمة | اسم المنظمة                                                          | تاريخ انضمام الأرجنتين | تاريخ انضمام كوبا |
| ----------- | -------------------------------------------------------------------- | ---------------------- | ----------------- |
|             | منظمة التجارة العالمية                                               | ?                      | ?                 |
|             | المنظمة الهيدروغرافية الدولية                                        | ?                      | ?                 |
|             | منظمة حظر الأسلحة الكيميائية                                         | ?                      | ?                 |
|             | الأمم المتحدة                                                        | 24 أكتوبر 1945         | 24 أكتوبر 1945    |
|             | الاتحاد الدولي للاتصالات                                             | 1889                   | 16 يناير 1918     |
|             | منظمة الشرطة الجنائية الدولية                                        | ?                      | ?                 |
|             | الاتحاد البريدي العالمي                                              | ?                      | ?                 |
|             | وكالة حظر الأسلحة النووية في أمريكا اللاتينية ومنطقة البحر الكاريبي ‏ | ?                      | ?                 |
|             | يونسكو                                                               | 15 سبتمبر 1948         | 29 أغسطس 1947     |

## وصلات خارجية
- موقع وزارة الخارجية الأرجنتينية
- موقع وزارة الخارجية الكوبية